# Neustift-Innermanzing
Neustift-Innermanzing is een gemeente in de Oostenrijkse deelstaat Neder-Oostenrijk, gelegen in het district Sankt Pölten-Land (PL). De gemeente heeft ongeveer 1300 inwoners. De burgemeester is Ernst Hochgerner. In de gemeenteraad zijn er 19 zetels, met de volgende verdeling: ÖVP 14, SPÖ 4, FPÖ 1, en de andere partijen bezitten in deze raad geen zetels.

## Geografie
Neustift-Innermanzing heeft een oppervlakte van 14,9 km². Het ligt in het noordoosten van het land, ten westen van de hoofdstad Wenen en in de buurt van de deelstaathoofdstad Sankt Pölten.

## Ontwikkeling van het inwoneraantal
Volgens de volkstelling in 2001 zijn er 1281 inwoners. In 1991 waren dat er nog 1086, in 1981 976, en in 1971 woonden er slechts 696 mensen in deze gemeente.
Altlengbach · Asperhofen · Böheimkirchen · Brand-Laaben · Eichgraben · Frankenfels · Gerersdorf · Hafnerbach · Haunoldstein · Herzogenburg · Hofstetten-Grünau · Inzersdorf-Getzersdorf · Kapelln · Karlstetten · Kasten bei Böheimkirchen · Kirchberg an der Pielach · Kirchstetten · Loich · Maria-Anzbach · Markersdorf-Haindorf · Michelbach · Neidling · Neulengbach · Neustift-Innermanzing · Nußdorf ob der Traisen · Ober-Grafendorf · Obritzberg-Rust · Perschling · Prinzersdorf · Pyhra · Rabenstein an der Pielach · Schwarzenbach an der Pielach · St. Margarethen an der Sierning · Statzendorf · Stössing · Traismauer · Weinburg · Wilhelmsburg · Wölbling
- Gemeinsame Normdatei: 4811131-4
- Virtual International Authority File: 238796928